# Локалита Сан Бенедето (Кремона)
Локалита Сан Бенедето је насеље у Италији у округу Кремона, региону Ломбардија.
Према процени из 2011. у насељу је живело 16 становника. Насеље се налази на надморској висини од 79 м.